# Општина Моњаса (Арад)
Моњаса (рум. Moneasa) општина је у Румунији у округу Арад.
Oпштина се налази на надморској висини од 354 m.